# Депетрини, Теобальдо
Теоба́льдо (Бальдо) Депетри́ни (итал. Teobaldo Depetrini; 12 марта 1913, Верчелли — 8 января 1996, Турин) — итальянский футболист и тренер из Верчелли.

## Клубная карьера
Воспитанник футбольного клуба «Про Верчелли», с 1930 по 1933 год выступал за первую команду «Про Верчелии». 31 мая 1931 года в игре против «Модены» дебютировал в Серии А.
В 1933 году перешёл в туринский «Ювентус». В составе «Ювентуса» провёл за 16 лет 388 официальных матчей, в том числе 359 — в чемпионатах Италии.
В 1949 году 36-летний Депетрини перешёл в другой туринский клуб, «Торино», после того как прежний состав команды погиб в авиакатастрофе под Супергой. В «Торино» он провёл следующие два сезона и в 1951 году закончил карьеру игрока.

## Международная карьера
В 1936 году Теобальдо Депетрини впервые был вызван в состав сборной Италии тренером Витторио Поццо, дебютировал 17 мая 1936 года в игре против Австрии (2:2). За 10 лет в национальной команде (с перерывом на военное время) Депетрини сыграл 12 матчей, в последнем его матче, 1 декабря 1946 года, противником итальянцев тоже была Австрия.

## Тренерская карьера
Депетрини начал карьеру тренера в 1951 году в «Сиене», затем тренировал свой родной клуб «Про Верчелли» и несколько любительских команд.
Он вернулся в «Ювентус» в качестве тренера в ноябре 1958 года, когда после провала в Кубке Чемпионов был уволен Любиша Брочич, тем не менее это возвращение было очень коротким и он был заменен на Ренато Чезарини в конце сезона 1958/59. Под руководством Депетрини «Ювентус» провёл 32 матча и выиграл 18 из них, в том числе стал обладателем Кубка Италии 1958/59.

## Достижения
Клубные:
- Чемпион Италии: 1934, 1935
- Обладатель кубка Италии: 1938, 1942

Тренерские:
- Обладатель кубка Италии: 1958